# D.J. Newbill
Devonte Jerrell "D. J." Newbill, né le 22 mai 1992 à Philadelphie en Pennsylvanie, est un joueur américain de basket-ball. Il évolue au poste d'arrière.

## Biographie
Le 29 juillet 2015, Newbill signe son premier contrat professionnel, en France, à Lyon-Villeurbanne en première division. Le 16 août, lors de son voyage vers Lyon, il est arrêté par les services d'immigration allemands à l'aéroport de Francfort. Durant la trêve entre décembre et janvier, il est retenu aux États-Unis par un deuil familial. Le 11 janvier 2016, alors qu'il n'a pas pu se présenter à la reprise de l'entraînement, il quitte le club français. Puis, il signe en Turquie, à l'Akhisar Belediyespor (en).

## Statistiques

### Universitaires
Les statistiques en matchs universitaires de D. J. Newbill sont les suivantes :
| Saison    | Équipe               | Matchs | Titul. | Min./m | % Tir | % 3pts | % LF | Rbds/m. | Pass/m. | Int/m. | Ctr/m. | Pts/m. |
| --------- | -------------------- | ------ | ------ | ------ | ----- | ------ | ---- | ------- | ------- | ------ | ------ | ------ |
| 2010-2011 | Southern Mississippi | 32     | 32     | 30,5   | 53,5  | 42,9   | 69,0 | 6,22    | 1,62    | 0,75   | 0,09   | 9,16   |
| 2012-2013 | Penn State           | 31     | 31     | 36,5   | 40,5  | 26,7   | 68,4 | 5,00    | 4,03    | 1,16   | 0,26   | 16,26  |
| 2013-2014 | Penn State           | 34     | 33     | 34,4   | 45,2  | 32,6   | 75,3 | 4,91    | 1,71    | 0,79   | 0,32   | 17,76  |
| 2014-2015 | Penn State           | 34     | 34     | 37,1   | 45,0  | 37,0   | 75,8 | 4,71    | 3,09    | 1,29   | 0,21   | 20,71  |
| Total     | Total                | 131    | 130    | 34,7   | 44,8  | 33,7   | 72,4 | 5,20    | 2,60    | 1,00   | 0,22   | 16,07  |

### Professionnelles
| Saison    | Équipe                    | Matchs | Titul. | Min./m | % Tir | % 3pts | % LF | Rbds/m. | Pass/m. | Int/m. | Ctr/m. | Pts/m. |
| --------- | ------------------------- | ------ | ------ | ------ | ----- | ------ | ---- | ------- | ------- | ------ | ------ | ------ |
| 2015-2016 | Lyon-Villeurbanne         | 15     | 12     | 18,5   | 44,7  | 32,1   | 72,7 | 1,67    | 1,80    | 0,47   | 0,27   | 6,73   |
| 2015-2016 | Akhisar Belediyespor (en) | 8      | 8      | 31,6   | 36,6  | 26,5   | 36,4 | 4,75    | 2,62    | 1,50   | 0,00   | 10,62  |

## Clubs successifs
- 2010-2011 :  Golden Eagles de Southern Miss (NCAA)
- 2012-2015 :  Nittany Lions de Penn State (NCAA)
- 2015-2016 :  ASVEL Lyon-Villeurbanne (Pro A)
- 2015-2016 :  Akhisar Belediyespor (en) (TBL (en))

## Palmarès
- 2× Second-team All-Big Ten (2014, 2015)
- Honorable mention All-Big Ten (2013)
- Conference USA All-Freshman team (2011)

## Vie privée
En 2012, il perd sa mère, victime d'un cancer.